# Savigny, Manche

Savigny este o comună în departamentul Manche, Franța. În 1 ianuarie 2022 avea o populație de 433 de locuitori.